# 佐藤愛子 (モデル)
佐藤 愛子（さとう あいこ、1986年4月28日 - ）は日本の女性ファッションモデル、タレント。所属事務所はスペースクラフト。

## 来歴
2002年、ティーン向け雑誌「My Birthday」（実業之日本社）のMBフレンドオーディションで合格し、同年から2005年あたりまで専属モデルとして活動した。同誌のモデルになったのをきっかけに、現在の事務所と契約した。

## 出演

### 雑誌
- My Birthday（実業之日本社、2002年 - 2005年）専属モデル

### CM
- ポケムヒ ロッククライミング編（池田模範堂、2004年）
- トロピカルマンゴーパフェ 高校生カップル編（ミニストップ、2004年）
- VERY VERY（花王ソフィーナ、2004年 - 2005年）
- クリアクリーン（花王、2005年2月）
- ボーダフォン　3G衝撃映像編（ボーダフォン、2004年 - 2005年）
- 東京ディズニーシー リズムオブワールド 本屋編（オリエンタルランド、2005年2月）
- クロネコメール便 知らなかったOL編（ヤマト運輸、2006年）
- 心地よいおいしさ B編（明治乳業、2006年）
- 心地よいおいしさ C編（明治乳業、2006年）
- 一平ちゃん夜店の焼そば（明星食品、2006年）
- PATAPON 何それ/パタポン編（ソニー・コンピュータエンタテインメント、2007年）
- BOOK OFF（2008年）
- ケンタッキーフライドチキン 海老チリツイスター「小人編」（ケンタッキーフライドチキン、2008年）
- オロナミンC（大塚製薬、2008年）
- CreativE-Life for Everyone 乗馬パパ編（NTTコミュニケーションズ、2008年）
- のびのびサロンシップ 「ふくら貼り」篇（久光製薬、2011年）
- メントス レインボー（日本クラフトフーズ、2011年）
- お客さまとともに。私たちの原点です。（野村グループ、2012年）
- ほけんの窓口 「新婚子育て家族」篇（2014年）

### ミュージックビデオ
- コブクロ「桜」

### インターネットテレビ
- キス×kiss×キス chapter2（2011年、BeeTV）